# Pablo Cavallero
Óscar Pablo Cavallero (Lomas de Zamora, 13 aprile 1974) è un ex calciatore argentino, di ruolo portiere.

## Carriera
Di origine italiane, Cavallero ha militato in diverse squadre, come il Vélez Sarsfield ed Unión de Santa Fe in Argentina, l'RCD Espanyol, il Celta Vigo e Levante Unión Deportiva in Spagna. Ha chiuso la carriera dopo la stagione 2008-2009, quando era in Uruguay nel Peñarol.
Ha giocato anche, per un periodo di dieci anni, nella nazionale dell'Argentina, disputando 26 gare e subendo 21 reti. Nel campionato del mondo 2002, chiuso prematuramente con una clamorosa eliminazione nella fase a gironi, il commissario tecnico Marcelo Bielsa lo scelse come portiere titolare al posto di Germán Burgos. Dopo la vittoria per 1-0 nel primo match contro la Nigeria, Cavallero incassò due gol da palla inattiva ad opera dell'inglese David Beckham (calcio di rigore nella sconfitta per 1-0 contro i Tre Leoni) e dello svedese Anders Svensson (calcio di punizione) nella terza partita del girone, pareggiata per 1-1 contro la Svezia.

## Palmarès

### Club
- Coppa di Spagna: 1

Espanyol: 1999-2000

### Nazionale
- Argento olimpico: 1

Atlanta 1996

### Individuale
- Trofeo Zamora: 1

2002-2003